# Albânia na Universíada de Verão de 2021
A Albânia participou da Universíada de Verão de 2021, que aconteceu em Chengdu, na China, entre 28 de julho e 8 de agosto de 2023.
A delegação teve dois atletas — um masculino e um feminino — em uma única modalidade olímpica.

## Competidores
Estas foram as modalidades e atletas que disputaram a edição:
| Esporte       | Masculino | Feminino | Total |
| ------------- | --------- | -------- | ----- |
| Tênis de mesa | 1         | 1        | 2     |
| Total         | 1         | 1        | 2     |

## Desempenho

### Tênis de mesa
Masculino
| Atleta        | Evento  | Fase de grupo                            | Fase de grupo | Fase de 64             | Fase de 32             | Oitavas                | Quartas                | Semifinais             | Final / MB             | Final / MB  | Pos.        | Ref.  |
| Atleta        | Evento  | Adversário e resultado                   | Pos.          | Adversário e resultado | Adversário e resultado | Adversário e resultado | Adversário e resultado | Adversário e resultado | Adversário e resultado |             | Pos.        | Ref.  |
| ------------- | ------- | ---------------------------------------- | ------------- | ---------------------- | ---------------------- | ---------------------- | ---------------------- | ---------------------- | ---------------------- | ----------- | ----------- | ----- |
| Sadush Tosuni | Simples | OMA Al Mandhari L 1–3 TUR Yılmaz L 0–3 — | 3             | Não avançou            | Não avançou            | Não avançou            | Não avançou            | Não avançou            | Não avançou            | Não avançou | Não avançou | [ 3 ] |

Feminino
| Atleta          | Evento  | Fase de grupo                                             | Fase de grupo | Fase de 64             | Fase de 32             | Oitavas                | Quartas                | Semifinais             | Final / MB             | Final / MB  | Pos.        | Ref.        |
| Atleta          | Evento  | Adversário e resultado                                    | Pos.          | Adversário e resultado | Adversário e resultado | Adversário e resultado | Adversário e resultado | Adversário e resultado | Adversário e resultado |             | Pos.        | Ref.        |
| --------------- | ------- | --------------------------------------------------------- | ------------- | ---------------------- | ---------------------- | ---------------------- | ---------------------- | ---------------------- | ---------------------- | ----------- | ----------- | ----------- |
| Liridona Rexhaj | Simples | HKG Soo L 0–3 ZAM Zulu W 3–0 (w.o.) NGR Amah W 3–0 (w.o.) | 2 Q           | KOR Lee L 0–4          | Não avançou            | Não avançou            | Não avançou            | Não avançou            | Não avançou            | Não avançou | Não avançou | [ 4 ] [ 5 ] |